# برنارد رايت
برنارد رايت (بالإنجليزية: Bernard Wright)‏ (8 يونيو 1940 بديري في أيرلندا الشمالية - ) هو لاعب كرة قدم بريطاني في مركز جناح ‏. لعب مع بورت فايل وستافورد رينجرز.